# Sân vận động Roudourou
Sân vận động Thành phố Roudourou (tiếng Pháp: Stade municipal de Roudourou) là một sân vận động ở Guingamp, Pháp. Đây là sân nhà của câu lạc bộ En Avant de Guingamp thuộc Ligue 2.
Công việc xây dựng sân vận động được bắt đầu vào năm 1989. Sân được khánh thành vào ngày 21 tháng 1 năm 1990 với trận đấu giữa En Avant de Guingamp và Paris Saint-Germain. Sau khi được cải tạo vào năm 2018, sân vận động có sức chứa 19.033 người.